# Francisco Segovia Solana
Francisco Segovia Solana (Villarrobledo, 8 de diciembre de 1943-ibíd., 29 de noviembre de 2013) fue un profesor y político socialista español, alcalde de Villarrobledo entre 1991 y 2001, presidente de la Diputación Provincial de Albacete entre 1999 y 2001 y diputado al Congreso entre 1982 y 1989.

## Biografía
Hijo de una familia humilde, realizó los estudios primarios en Villarrobledo, para pasar después a cursar bachiller en el Seminario de Albacete. Siguió los estudios universitarios en la Complutense de Madrid, donde se licenció en Filosofía y Letras, especialidad en Literatura hispánica. Durante el tiempo en la universidad trabó relación con militantes del Partido Socialista Obrero Español, al que se afilió en 1976. Al finalizar los estudios en Madrid regresó a Villarrobledo donde fue profesor agregado en el Instituto Virrey Morcillo, hasta que finalmente obtuvo la plaza en el mismo centro, donde trabajó hasta su jubilación como profesor de latín, griego y, más tarde, de lengua y literatura.
Con la celebración de las primeras elecciones municipales democráticas en 1979 tras la dictadura, fue elegido concejal en la candidatura del PSOE y diputado provincial. En las elecciones generales de 1982 fue elegido diputado al Congreso por la circunscripción electoral de Albacete, dejando la diputación provincial y la concejalía poco tiempo después. Repitió mandato en el Congreso hasta 1989 al obtener escaño nuevamente en las elecciones de 1986. Tras año y medio como delegado de educación en su provincia (1990-1991), se presentó como candidato a alcalde de Villarrobledo en las elecciones de 1991, ganándolas por mayoría absoluta. Fue elegido alcalde, confianza que renovó en las siguientes dos convocatorias electorales (1995 y 1999). Los buenos resultados electorales le permitieron ser propuesto y elegido, también, presidente de la diputación, cargos de los que dimitió en 2001 y regresó a su labor como docente hasta su jubilación en 2004.